# Lee Grant
Lee Grant (Nova York, 31 d'octubre de 1927) és una actriu, directora i guionista estatunidenca.

## Biografia[1][2]
Lee Grant va néixer Lyova Haskepp Rosenthal  a Nova York, filla d'immigrants jueus d'Europa oriental. La seva mare, Witia Haskell, era professora, i el seu pare Abraham W. Rosenthal, corredor en immobles i educador. El seu nom d'escena, Lee Grant, és una compilació dels dos principals generals americans de la guerra civil. Als quatre anys, s'estrena com a ballarina al Metropolitan Opera de Nova York i durant la seva infantesa, estudia ball i comèdia.
Lee Grant es va establir com a actriu dramàtica als teatres de Broadway. Va estrenar-se en el cinema en la versió cinematogràfica de Detective Story, va rebre el seu primer Oscar a la millor actriu secundària i va guanyar el Premi d'interpretació femenina al Festival de Canes. En els anys 1950, va ser una de les víctimes del maccarthisme i estava a la Llista negra de Hollywood. Cridada al davant del House Un-American Activities Committee per testimoniar contra el seu marit, el dramaturg Arnold Manoff, pare de la seva filla, l'actriu Dinah Manoff, es va negar a testimoniar i va ser finalment posada a la llista. Va continuar treballant al teatre i va reprendre la seva carrera cinematogràfica en els anys 1960, apareixent en la sèrie de televisió Peyton Place. Va guanyar un Emmy per a les seves a tuacions destacables en la categoria "actriu secundària".
Lee Grant ha rebut altres nominacions a l'Oscar per a The Landlord (1970), i Voyage of the Damned  (1976) i es va emportar un Oscar per a Shampoo (1975). Com a realitzadora, se li deuen diverses pel·lícules documentals, entre les quals  Down and Out in America  (1986) que es va emportar l'Oscar al millor documental. Aquests últims anys, ha dirigit una sèrie d'episodis d'Intimate Portrait  (per a  Lifetime Television ).
Apareix fent el paper d'una advocada assassina en l'episodi pilot de Columbo: Ransom for a Dead Man, per al qual va ser nominada per a un Emmy com a actriu principal de suspens en una sèrie de televisió. Ha rebut igualment un Emmyper a la seva actuació a The Neon Ceiling. Havia creat la seva pròpia telecomèdia, una sèrie titulada Fay (1975), que, malgrat la seva popularitat, va ser anul·lada després de només vuit episodis per la NBC.
També va ser la convidada estrella d'Empty Nest , una sèrie TV en la qual la seva filla Dinah Manof era habitual.

## Filmografia

### com a actriu
- 1951: Detective Story de William Wyler: Shoplifter
- 1951: Search for Tomorrow (sèrie TV): Rose Peterson #1 (1953-1954)
- 1955: Storm Fear: Edna
- 1958: Where Is Thy Brother? (TV): Hannah
- 1959: Middle of the Night de Delbert Mann: Marilyn
- 1959: The Blue Angel
- 1959: The World of Sholom Aleichem (TV): Avenging Angel
- 1963: The Balcony: Carmen
- 1963: An Affair of the Skin: Katherine McCleod
- 1964: Terror in the City: Suzy
- 1964: Peyton Place (sèrie TV): Stella Chernak (1965-1966)
- 1967: Divorce American Style: Dede Murphy
- 1967: In the Heat of the Night: Mrs. Leslie Colbert
- 1967: Valley of the Dolls de Mark Robson: Miriam Polar
- 1968: Buona sera, Sra. Campbell (Buona Sera, Mrs. Campbell) de Melvin Frank: Fritzie Braddock
- 1969: The Big Bounce: Joanne
- 1969: Marooned de John Sturges: Celia Pruett
- 1970: The Landlord de Hal Ashby: Joyce Enders
- 1970: Night Slaves (TV): Marjorie Howard
- 1970: El dia dels tramposos (There Was a Crooked Man...) de Joseph L. Mankiewicz: Mrs. Bullard
- 1971: The Last Generation
- 1971: The Neon Ceiling (TV): Carrie Miller
- 1971: Columbo: Pilot de Columbo, Episodi 2 (Ransom for a Dead Man): Leslie Williams
- 1971: Plaza Suite: Norma Hubley
- 1972: Portnoy's Complaint d'Ernest Lehman: Sophie Portnoy
- 1972: Tinent Schuster's Wife (TV): Ellie Schuster
- 1973: Partners in Crime (TV): Jutge Meredith Leland
- 1973: What Are Best Friends For? (TV): Adele Ross
- 1974: The Internecine Project: Jean Robertson
- 1975: The Seagull (TV): Irina Arkadina
- 1975: Xampú (Shampoo) de Hal Ashby: Felicia
- 1975: Fay (sèrie TV): Fay Stuart
- 1976: Perilous Voyage (TV): Virginia Monroe
- 1976: Voyage of the Damned de Stuart Rosenberg: Lillian Rosen
- 1977: The Spell (TV): Marilyn Matchett
- 1977: Airport '77 Karen Wallace
- 1978: La maledicció de Damien (Damien: Omen II) de Don Taylor: Ann Thorn
- 1978: L'eixam (The Swarm) d'Irwin Allen: Anne MacGregor
- 1978: The Good Doctor (TV): Diversos papers
- 1978: The Mafu Cage de Karen Arthur: Ellen
- 1979: Backstairs at the White House (fulletó TV): Grace Coolidge
- 1979: When You Comin' Back, Red Ryder?: Clarisse Ethridge
- 1979: You Can't Go Home Again (TV): Esther Jack
- 1980: Little Miss Marker de Walter Bernstein: El jutge
- 1981: Charlie Chan i la maledicció de la reina (Charlie Chan and the Curse of the Dragon Queen): Sylvia Lupowitz
- 1981: The Million Dollar Face (TV): Evalyna
- 1981: For Ladies Only (TV): Anne Holt
- 1982: Thou Shalt Not Kill (TV): Maxine Lochman
- 1982: Visiting Hours: Deborah Ballin
- 1982: Bare Essence (TV): Ava Marshall
- 1983: Will There Really Be a Morning? (TV): Lillian Farmer
- 1984: Billions for Boris: Sascha Harris
- 1984: Constance: Mrs. Barr
- 1984: Teachers, d'Arthur Hiller: Dra. Donna Burke
- 1985: Mussolini: The Untold Story (fulletó TV): Rachele Mussolini
- 1987: Mà d'or (The Big Town) de Harold Becker: Ferguson Edwards
- 1989: The Hijacking of the Achille Lauro (TV): Marilyn Klinghoffer
- 1990: She Said No (TV): D.A. Doris Cantore
- 1991: Un judici celestial (Defending Your Life) d'Albert Brooks: Lena Foster
- 1992: Something to Live for: The Alison Gertz Story (TV): Carol Gertz
- 1992: In My Daughter's Name (TV): Maureen Leeds
- 1992: Ciutadà Cohn (Citizen Cohn) (TV): Dora
- 1993: White Fang (sèrie TV): Blair Dillon
- 1996: És la meva festa (It's My Party) de Randal Kleiser: Amalia Stark
- 1996: The Substance of Fire: Cora Cahn
- 1996: Under Heat: Jane
- 1998: Poor Liza
- 2000: El doctor T i les dones (Dr. T & The Women) de Robert Altman: Dra. Harper
- 2000: The Amati Girls: Tia Spendora
- 2001: Mulholland Drive de David Lynch: Louise Bonner
- 2005: Going Shopping: Winnie

### com a directora
- 1975: For the Use of the Hall (TV)
- 1976: The Stronger
- 1980: The Willmar 8
- 1980: Tell Me a Riddle
- 1984: A Matter of Sex (TV)
- 1985: What Sex Am I?
- 1985: Cindy Eller: A Modern Fairy Tale (TV)
- 1986: Down and Out in America
- 1986: Nobody's Child (TV)
- 1989: Staying Together
- 1989: No Place Like Home (TV)
- 1994: Seasons of the Heart (TV)
- 1994: Following Her Heart (TV)
- 1994: Reunion (TV)
- 1997: Say It, Fight It, Cure It (TV)
- 1998: Intimate Portrait: Bella Abzug (TV)
- 1998: Intimate Portrait: Vanessa Redgrave (TV)
- 1998: Intimate Portrait: Christine Lahti (TV)
- 1998: Intimate Portrait: Gloria Steinem (TV)
- 1999: Intimate Portrait: Liz Tilberis (TV)
- 1999: Intimate Portrait: Jessica Tandy (TV)
- 1999: Intimate Portrait: Laura Dern (TV)
- 1999: Intimate Portrait: Margot Kidder (TV)
- 1999: Intimate Portrait: Cyndi Lauper (TV)
- 1999: Intimate Portrait: Jane Alexander (TV)
- 1999: Intimate Portrait: Mia Farrow (TV)
- 1999: Intimate Portrait: Betty Friedan (TV)
- 1999: Confronting the Crisis: Childcare in America (TV)
- 2000: Intimate Portrait: Tipper Gore (TV)
- 2000: Intimate Portrait: Teri Garr (TV)
- 2000: Intimate Portrait: Swoosie Kurtz (TV)
- 2000: Intimate Portrait: Star Jones (TV)
- 2000: Intimate Portrait: Kim Cattrall (TV)
- 2000: Intimate Portrait: Park Overall (TV)
- 2000: Intimate Portrait: Marlo Thomas (TV)
- 2000: Intimate Portrait: Diane von Fürstenberg (TV)
- 2000: Intimate Portrait: Madeline Kahn (TV)
- 2000: Intimate Portrait: Florence Griffith Joyner (TV)
- 2000: Intimate Portrait: Holly Robinson Peete (TV)
- 2000: The Loretta Claiborne Story (TV)
- 2000: Intimate Portrait: Linda Dano (TV)
- 2001: Intimate Portrait: Lee Grant (TV)
- 2001: Intimate Portrait: Jasmine Guy (TV)
- 2001: Intimate Portrait: Sharon Gless (TV)
- 2001: Intimate Portrait: Lela Rochon (TV)
- 2001: The Gun Deadlock (TV)
- 2001: Intimate Portrait: Sela Ward (TV)
- 2001: Intimate Portrait: Kim Fields (TV)
- 2001: Intimate Portrait: Kelly Ripa (TV)
- 2001: Intimate Portrait: Genie Francis (TV)
- 2002: Intimate Portrait: Kathy Ireland (TV)
- 2002: Intimate Portrait: Kristi Yamaguchi (TV)
- 2002: Intimate Portrait: Suzanne Pleshette (TV)
- 2003: Intimate Portrait: Vicki Lawrence (TV)
- 2003: Intimate Portrait: Mo'Nique (TV)
- 2003: Intimate Portrait: Isabel Sanford (TV)
- 2003: Intimate Portrait: Bo Derek (TV)
- 2004: Intimate Portrait: Stockard Channing (TV)
- 2004: Intimate Portrait: Dionne Warwick (TV)

### com a guionista
- 1976: The Stronger
- 1998: Intimate Portrait: Gloria Steinem (TV)

## Premis i nominacions

### Premis[3]
- 1952: Premi a la interpretació femenina (Festival de Canes) per Detective Story
- 1966: Primetime Emmy a la millor actriu secundària per Peyton Place
- 1971: Primetime Emmy a la millor actriu per The Neon Ceiling
- 1976: Oscar a la millor actriu secundària per Shampoo

### Nominacions
- 1952: Oscar a la millor actriu secundària per Detective Story
- 1952: Globus d'Or a la millor actriu secundària per Detective Story
- 1968: Globus d'Or a la millor actriu secundària per In the Heat of the Night
- 1969: Primetime Emmy a la millor actriu per Judd for the Defense
- 1971: Oscar a la millor actriu secundària per The Landlord
- 1971: Globus d'Or a la millor actriu secundària per The Landlord
- 1971: Primetime Emmy a la millor actriu per Columbo
- 1974: Primetime Emmy a la millor actriu secundàia en programa de varietats o musical per The Shape of Things
- 1976: Globus d'Or a la millor actriu secundària per Shampoo
- 1976: Primetime Emmy a la millor actriu en sèrie còmica per Fay
- 1977: Oscar a la millor actriu secundària per Voyage of the Damned
- 1977: Globus d'Or a la millor actriu secundària per Voyage of the Damned
- 1993: Primetime Emmy a la millor actriu secundària en minisèrie o especial per Citizen Cohn